# Toride
Toride (jap. 取手市, -shi) ist eine Stadt in Japan in der Präfektur Ibaraki.

## Geographie
Der Fluss Tone fließt von Südwesten nach Südosten durch die Stadt.

## Geschichte
Toride erhielt am 1. Oktober 1970 das Stadtrecht.

## Verkehr
- Straße:
  - Nationalstraße 6 nach Tōkyō oder Sendai
- Zug:
  - JR Jōban-Linie nach Tōkyō und Sendai

## Söhne und Töchter der Stadt
- Takano Sujū (1893–1976): Haiku-Dichter

## Angrenzende Städte und Gemeinden
- Präfektur Ibaraki
  - Fujishiro
  - Moriya
  - Tsukubamirai
  - Ryūgasaki
  - Tone
- Präfektur Chiba
  - Abiko
  - Kashiwa